# Estadio Druso
El Estadio Druso (en alemán: Drusus-Stadion; en italiano: Stadio Druso) es una recinto deportivo multipropósito en Bolzano, en el Trentino-Alto Adigio, al norte del país europeo de Italia. Se inauguró en la década de 1930 y cuenta con capacidad para recibir a entre 3000 y 4.500 espectadores.
El estadio lleva el nombre del político y comandante romano Druso. Se utiliza sobre todo para el fútbol, y es el campo del FC Südtirol desde 2000; gracias a la aparición de este equipo, el estadio fue renovado por última vez. El propietario del estadio es la ciudad de Bolzano. El campo de juego es de 105 m × 63 m. El espacio tiene una capacidad de 5.500 asientos cubiertos y dos tribunas.